# 竹村信夫
竹村 信夫（たけむら のぶお、1900年7月4日 - 1982年9月2日）は、日本の元俳優である。本名は岡林 信雄（おかばやし のぶお）、別芸名竹村 鉄二（たけむら てつじ）。竹村 信雄、竹村 信男と表記した時代もある。「猛闘劇」と呼ばれたサイレント映画『恋は死よりも強し』、『赤熱の力』、『鉄拳縦横』などに主演し、1920年代、鈴木伝明、高田稔、浅岡信夫、広瀬恒美らとならぶ「活劇スター」として知られる。

## 人物・来歴
1900年（明治33年）7月4日、東京府東京市（現在の東京都）に生まれる。出生地については、高知県高知市の説もある。
1920年（大正9年）、横浜・元町の大正活動写真（のちの大正活映）に設立とともに入社、栗原トーマスに師事して演技を学び、同年11月19日に公開された同社の第1回作『アマチュア倶楽部』に出演し、満20歳で映画界にデビューした。同作においては「竹村 信雄」とクレジットされている。山本嘉次郎の回想によれば、当時の竹村は俳優というよりもおもに撮影助手を務めており、「酒にも女にも困らず」青春の日々を謳歌していたという。当時の同社の仲間は山本のほか、高橋英一（のちの岡田時彦）、内田常次郎（のちの内田吐夢）、栗井饒太郎（のちの井上金太郎）らがいて、つねに獏与太平（のちの古海卓二）と紅沢葉子夫妻の本牧十二天（現在の横浜市中区本牧）の家に入り浸っていたという。1921年（大正10年）9月、大活が撮影所を一時閉鎖、製作を休止すると、獏・紅沢夫妻、岡田時彦、内田吐夢、井上金太郎、二川文太郎、江川宇礼雄らとともに京都に移り、牧野省三が日活から独立して始めた牧野教育映画製作所に移籍した。
1923年（大正12年）6月1日、マキノ映画製作所が設立されると、本格的に俳優業に専念し、井上金太郎監督の『迷宮の鍵』等で主演した。1924年（大正13年）7月、マキノ映画製作所が東亜キネマに吸収されると、東亜の甲陽撮影所に異動し、1925年（大正14年）6月、牧野省三がマキノ・プロダクションを設立した後もマキノには戻らず、東亜キネマ甲陽撮影所に残留した。『恋は死よりも強し』（監督坂田重則、1925年）、『赤熱の力』（監督細山喜代松、1926年）、『鉄拳縦横』（監督米沢正夫、1927年）等に主演し、鈴木伝明、高田稔、浅岡信夫、広瀬恒美らとならぶ「活劇スター」と呼ばれた。
1929年（昭和4年）には、東亜キネマを退社して日活太秦撮影所に移籍、同年に公開された内田吐夢監督の『生ける人形』に「竹村 鉄二」の名で出演、翌1930年（昭和5年）には同社を辞めている。1932年（昭和7年）、松竹蒲田撮影所に入社、「竹村 信夫」の名に戻って、同年1月14日に公開された佐々木康監督の『夜はお静かに』に主演しているが、同作が最後の出演作品となった。
1982年（昭和57年）9月2日午後8時、敗血症のため、大阪府大阪市南住吉の阪和病院で死去した。満82歳没。

## フィルモグラフィ
特筆以外すべてクレジットは「出演」である。公開日の右側には役名、および東京国立近代美術館フィルムセンター（NFC）、マツダ映画社所蔵等の上映用プリントの現存状況についても記す。同センター等に所蔵されていないものは、とくに1940年代以前の作品についてはほぼ現存しないフィルムである。

### 大活
すべて製作・配給は「大正活映」、すべてサイレント映画、すべて「竹村信雄」名義である。
- 『アマチュア倶楽部』 : 監督栗原トーマス、原作・脚色谷崎潤一郎、1920年11月19日公開 - 服部・劇中劇で操

### マキノ映画製作所等持院撮影所
すべて製作は「マキノ映画製作所等持院撮影所」、すべて配給は「マキノ映画製作所」、すべてサイレント映画である。
- 『切なきは恋』 : 監督長尾史録、1923年7月15日公開
- 『恵まざれる男』 : 監督村田武俊、脚本寿々喜多呂九平、1923年公開 - 主演
- 『咽び泣く魂』 : 監督金森万象、原作・脚色志波西果、1923年11月15日公開
- 『迷宮の鍵』 : 監督井上金太郎、1923年12月21日公開 - 主演
- 『青春の悲歌』 : 監督金森万象、原作・脚色志波西果、1923年12月31日公開
- 『男が妻を選ぶ時』 : 監督後藤秋声、脚本寿々喜多呂九平、1923年12月31日公開
- 『妻の秘密』 : 監督衣笠貞之助、原作菊池幽芳、脚本志波西果、1924年1月7日公開
- 『恋』 : 監督衣笠貞之助、原作森岩雄、1924年2月16日公開
- 『苔のむすまで 主義の戦ひ』（『主義の戦ひ』[4]） : 監督栗原喜三郎（栗原トーマス）、1924年2月29日公開
- 『懐かしき母』 : 監督・原作志波西果、1924年3月4日公開 - 山根亨介
- 『超現代人』 : 監督金森万象、原作・脚色悪麗之助、1924年4月11日公開 - 富豪倉田喜三郎
- 『郷関を出てて』 : 監督・脚本井上金太郎、1924年5月9日公開 - 主演
- 『鬼神 由利刑事』 : 監督・脚本衣笠貞之助、1924年6月6日公開
- 『争闘』（『大活劇 爭鬪』） : 監督金森万象、原作・脚色寿々喜多呂九平、1924年8月15日公開 - 黒瀬荘太、90分尺で現存（NFC所蔵[5]）

### 東亜キネマ甲陽撮影所
特筆以外すべて製作は「東亜キネマ甲陽撮影所」、すべて配給は「東亜キネマ」、すべてサイレント映画である。
- 『断雲』 : 監督山本嘉次郎、1924年10月1日公開 - 山下敬三
- 『顔』 : 監督井上金太郎、1924年12月18日公開 - 主演
- 『弱い男強い男』 : 監督坂田重則、製作東亜キネマ等持院撮影所、1925年2月5日公開 - 主演
- 『鉄火渦巻く』 : 監督賀古残夢、1925年3月26日公開
- 『人を喰った話』 : 監督山本嘉次郎、1925年4月15日公開 - 主演
- 『恋は死よりも強し』 : 監督坂田重則、1925年6月11日公開
- 『爆弾児』 : 監督山本嘉次郎、1925年7月22日公開 - 大谷代策郎
- 『若き日の唄』 : 監督細山喜代松、1925年8月25日公開 - 主演
- 『疑惑の下に』 : 監督細山喜代松、1925年9月22日公開
- 『磯の仇浪』 : 監督細山喜代松、1925年11月6日公開 - 主演
- 『いで湯の秋』 : 監督細山喜代松、原作・脚色小沢得二、1925年12月5日公開
- 『故郷なき女』 : 監督賀古残夢、1926年1月14日公開
- 『鉄拳児』 : 監督細山喜代松、1926年4月29日公開 - 主演
- 『快走恋を賭して 前後篇』 : 監督桜庭青蘭、1926年7月23日公開
- 『明滅の塔』 : 監督竹内俊一、1926年9月1日公開
- 『放蕩息子』 : 監督竹内俊一、1926年10月1日公開
- 『赤熱の力』 : 監督細山喜代松、1926年10月21日公開 - 主演
- 『悪魔の正体』 : 監督・原作・脚色桜庭青蘭、1926年公開
- 『狂恋の嵐』 : 監督井出錦之助、1927年1月1日公開
- 『スタジオの人気者』 : 監督細山喜代松、1927年2月16日公開 - 主演
- 『空高く愛は輝く』 : 監督井出錦之助、1927年4月15日公開 - 主演
- 『鉄路の兄弟』 : 監督井出錦之助、1927年5月12日公開 - 主演
- 『鉄拳縦横』 : 監督米沢正夫、1927年6月7日公開 - 主演
- 『恋愛探検』 : 監督米沢正夫、製作東亜キネマ京都撮影所、1927年公開 - 主演
- 『謎の指輪』 : 監督永井健、1927年公開 - 主演

### 東亜キネマ京都撮影所
すべて製作は「東亜キネマ京都撮影所」、すべて配給は「東亜キネマ」、すべてサイレント映画である。
- 『二階の勇者』 : 監督井出錦之助、1928年3月1日公開 - 丸川三造（主演）
- 『子爵家と嗣子』 : 監督米沢正夫、1928年4月1日公開 - 月村一郎、36分尺で現存（NFC所蔵[5]）
- 『恋は異なもの』 : 監督永井健、1928年4月29日公開 - 主演
- 『かげらふの唄』 : 監督永井健、1928年5月6日公開 - 主演
- 『口笛吹いて』 : 監督井出錦之助、1928年5月25日公開 - 主演
- 『女犯』 : 監督西本武二、1928年6月11日公開
- 『恋に絶叫する者』 : 監督永井健、1928年7月6日公開
- 『泣かされた女』（『泣かされた話』[4]） : 監督米沢正夫、1928年9月20日公開
- 『巷の人』（『巷に人』[4]） : 監督永井健、1928年公開 - 主演
- 『人生行路』 : 監督井出錦之助、1928年公開 - 主演

### 日活太秦撮影所
すべて製作は「日活太秦撮影所」、すべて配給は「日活」、すべてサイレント映画である。すべて「竹村鉄二」名義である。
- 『生ける人形』 : 監督内田吐夢、1929年4月19日公開
- 『桃咲く村』 : 監督木藤茂、1929年5月10日公開 - 息子・多一
- 『日活行進曲 戦争篇』 : 監督三枝源次郎、1929年7月7日公開 - 戦友
- 『地上の恋』 : 監督木藤茂、1929年11月23日公開 - 主演
- 『火刑』（ひあぶり） : 監督三枝源次郎、1930年1月23日公開 - 本田一造
- 『撃滅』 : 監督小笠原明峰、応援監督長倉祐孝、1930年4月15日公開 - 永田中佐
- 『見果てぬ夢』 : 監督東坊城恭長、1930年6月13日公開 - 和倉権吉
- 『海の祭』 : 監督伊奈精一、原作・脚色山本嘉次郎、1930年9月5日公開 - 弟・源次

### 松竹蒲田撮影所

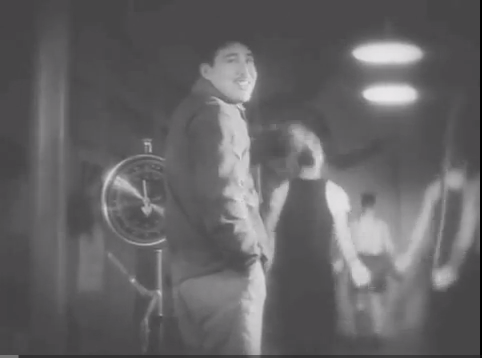
『非常線の女』（1933年）の竹村、満32歳当時。

すべて製作は「松竹蒲田撮影所」、すべて配給は「松竹キネマ」、特筆以外すべてサイレント映画である。
- 『夜はお静かに』 : 監督佐々木康、脚色伏見晁、1932年1月14日公開 - 髯男大沢（主演）
- 『肉弾相搏つ』 : 監督石川和雄、原作・脚色吉田百助、サウンド版、1932年5月20日公開
- 『天国に結ぶ恋』 : 監督五所平之助、脚色伏見晁、サウンド版、1932年6月10日公開 - 牧師
- 『娘の好きな』 : 監督佐々木康、脚色木村義勇、1932年9月9日公開
- 『涙の渡り鳥』 : 監督野村芳亭、サウンド版、1933年2月15日公開
- 『人柱四勇士』 : 監督佐々木康・佐々木恒次郎、1933年4月1日公開
- 『非常線の女』 : 監督小津安二郎、脚色池田忠雄、1933年4月27日公開 - ボクシングクラブのボス、120分尺で現存（NFC所蔵[5]）

### トーキー
- 『五作ぢいさん』 : 監督徳光壽夫、製作・配給南旺映画、1939年前後公開 - 村長、33分尺で現存（NFC所蔵[5]）
- 『大地に誓ふ』 : 監督山口順弘、製作鑛山協會、配給加治商会、1939年公開 - 三木善吉、41分尺で現存（NFC所蔵[5]）
- 『町は青空』 : 監督佐田豊彦・山口順弘・福田晴一、製作・配給加治商会、1940年製作 - 吏員橋本、41分尺で現存（NFC所蔵[5]）
- 『大いなる行進』 : 監督長尾史録、製作都商會文化映画部、1942年製作 - 38分尺で現存（NFC所蔵[5]）
- 『愉しき愛情』 : 監督長尾史録、製作都商會文化映画部、1942年前後製作 - 工場長・工藤、10分尺で現存（NFC所蔵[5]）
- 『村の聲』 : 監督山口順弘、製作日本中央蠶絲會、1940年代製作 - 太平、9分尺で現存（NFC所蔵[5]）